# فيكتوريا فالنتاين
فيكتوريا فالنتاين (بالإنجليزية: Victoria Valentine)‏ (18 يناير 1954، مقاطعة ويستتشستر في الولايات المتحدة)؛ روائية أمريكية.